# The Open Door
The Open Door é o segundo álbum de estúdio da banda de metal alternativo estadunidense Evanescence. O seu lançamento ocorreu em 27 de setembro de 2006, através da Wind-up Records. Inicialmente previsto para acontecer em março de 2006, o lançamento do disco foi adiado devido a um acidente vascular cerebral sofrido pelo guitarrista Terry Balsamo, bem como a perda do antigo empresário do grupo e a saída de Ben Moody da banda. O material simboliza um novo começo para o grupo, incorporando novos elementos em seu estilo musical, como rock gótico, metal sinfônico e pop, além de apresentar coral em diversas canções. O processo de composição do projeto levou dezoito meses para ser concluído, sendo que as gravações do trabalho começaram em setembro de 2005 e terminaram em março do ano seguinte, e ocorreram nos Record Plant Studios, em Hollywood, Califórnia. As suas faixas tratam de temas predominantemente obscuros e foram, em sua maioria, compostas pela vocalista Amy Lee juntamente com Balsamo, sendo inteiramente produzidas por Dave Fortman, que havia trabalhado com o conjunto em seu álbum de estreia Fallen (2003).
The Open Door recebeu análises geralmente positivas da mídia especializada, a qual prezou suas letras e a instrumentação que acompanha os vocais de Lee; contudo, diversos resenhadores criticaram sua produção e seu som. "Sweet Sacrifice" foi indicada na categoria de Best Hard Rock Performance durante os Grammy Awards de 2007; no mesmo ano, o disco venceu a categoria de Album of the Year durante os MTV Australia Awards. Comercialmente, o álbum obteve um desempenho satisfatório, liderando as tabelas da Alemanha, da Austrália, dos Estados Unidos e da Europa, enquanto classificou-se nas dez primeiras posições em diversos países, como Áustria, Bélgica, Dinamarca, Espanha, França, Irlanda, Nova Zelândia e Reino Unido. Tornou-se o primeiro material do grupo a liderar a estadunidense Billboard 200, conquistando este feito em sua primeira semana de lançamento com 447 mil cópias vendidas. Mundialmente, vendeu cerca de seis milhões de unidades.
De The Open Door foram lançados quatro singles. O primeiro, "Call Me When You're Sober", foi distribuído em setembro de 2006 e obteve um desempenho comercial positivo, atingindo as dez melhores colocações em diversos territórios. "Lithium" foi lançada como o segundo foco de promoção no início de 2007 e, embora tenha obtido um desempenho comercial moderado, conseguiu chegar ao topo da UK Rock Singles Chart. "Sweet Sacrifice" foi distribuída em maio do mesmo ano, e conseguiu registrar entrada apenas nas tabelas da Alemanha, dos Estados Unidos e da Turquia. A última faixa de trabalho foi "Good Enough" que, embora tenha registrado uma recepção crítica positiva, não conseguiu entrar em nenhuma tabela musical. Para a divulgação de The Open Door, a banda lançou "Weight of the World" como single promocional na Colômbia e  iniciou a turnê The Open Door Tour (2006-07), que teve concertos em diversos países ao redor do mundo, como Alemanha, Brasil, Canadá, Inglaterra, Itália e Japão. Além disso, "Together Again", uma canção que mais tarde não foi incluída no disco, foi lançada digitalmente e conquistou a 86ª posição como melhor na tabela canadense Canadian Hot 100.

## Antecedentes e desenvolvimento
"Eu sinto que, com Fallen, muitas músicas soavam como se eu estivesse tentando provar a mim mesma e estabilizar o que quisemos e nosso som. Eu estava presa, tentando sentir uma certa maneira. Mas com o novo disco, eu meio que fui com tudo. Eu não estou com medo de me sentir feliz às vezes, e acho que há momentos no álbum com sensualidade, que são realmente divertidos e bonitos, em vez do último álbum, onde eu senti que estava tendo apenas uma certa parte de mim. Esse álbum me abrange por completo".

—A vocalista do grupo Amy Lee falando sobre The Open Door em entrevista com a MTV News.
Em outubro de 2003, durante uma entrevista com a MTV News, Lee disse que a banda iniciaria as composições de seu projeto novo em março de 2004, depois de concluírem a turnê para divulgar Fallen. Ela revelou que era impossível de compor durante a excursão e adicionou que "todos estão indo para suas casas, e compondo material". A cantora disse que a banda estava reunindo-se apenas para as gravações das novas canções. Originalmente, ela divulgou as notícias sobre o novo trabalho do grupo em uma página não-oficial do Evanescence, chamada EvBoard.com. Entretanto, o desenvolvimento do trabalho progrediu-se lentamente por diversas razões, incluindo o desejo da vocalista de maximizar o processo criativo e não acelerar as produções, além de outros motivos paralelos da banda, como o acidente vascular cerebral sofrido pelo guitarrista Terry Balsamo, a saída de Will Boyd e Ben Moody e a perda de seu antigo empresário. Embora Lee tenha declarado no fórum dos fãs do grupo que o novo disco seria completado e lançado em março de 2006, a sua distribuição teria sido adiada porque a "Wind-up... queria fazer algumas mudanças para o futuro single 'Call Me When You're Sober'". Em entrevista para a MTV, a vocalista falou sobre o desenvolvimento e a inspiração do álbum, dizendo:
| “ | A vida continua. Nós estamos compondo por mais de um ano, e mesmo durante o processo de composição, houve todos os tipos de coisas como problemas de relacionamento, e então aconteceram todos os tipos de drama com [Rider], que foram realmente estressantes e tensos. O acidente de Terry foi a parte mais difícil. Todas o que aconteceu foi realmente inspirador, porque foi frustrante. Para mim, pelo menos, sempre que ficamos realmente frustrados, [quando] você não sabe mais o que fazer e tudo é um caos, faz com que a música seja muito melhor porque você tem [uma certa] paixão — mesmo que seja negativa. Às vezes, [isso] é melhor [ainda]. No final disso, todos nós nos sentimos como se pudéssemos respirar novamente e começar tudo de novo. Nós escrevemos novas canções, e eu amei-as. Porém, ao mesmo tempo, você precisa de testes para ser realmente capaz de colocar algo [no álbum] que seja genuíno e real. | ” |

Questionada se o disco seria tematicamente diferente em relação a Fallen, Lee respondeu: "O que a música significa para mim e o que o Evanescence tem sido é me purgar de todas as experiências negativas, duras e difíceis que eu tive em minha vida. Naturalmente, isso ainda está vindo; eu ainda estou me livrando de todos os testes. Eu sinto que esse álbum vem de um lugar que não é totalmente sem esperança. No primeiro álbum, eu estava falando sobre as coisas difíceis, mas eu também estava me afogando nelas. Mas eu cresci muito. (...) As letras do novo álbum estão procurando por respostas [para essas coisas], procurando por soluções e felicidade. Elas não são como 'eu sou miserável, fim da música'. É mais tipo 'eu sou miserável, e o que eu tenho que fazer para resolver isso e me livrar dessa situação horrível?'". Para a MTV News, Amy revelou a inspiração por trás do título do álbum, afirmando: "Eu sinto que tenho a habilidade de fazer muitas coisas que não pude [fazer] anteriormente, por diversas razões. (...) Como musicista, eu sinto que posso fazer qualquer coisa. O álbum está completamente do jeito que eu queria em todos os níveis, e é mais de mim mesma e das minhas composições. Muitas portas se abriram na minha vida — não apenas desde que tudo aconteceu para nós. Porém, ultimamente, eu tive que aprender a pensar [coisas do] tipo 'tudo bem, é desse jeito', cortei alguns laços e me afastei — aprendi a dizer 'não' e a procurar a felicidade". Ela também declarou que a banda "quebrou as portas" e tentou fazer coisas diferentes, que também serviram de inspiração para o título. Fotografada por Frank Ockenfels, a capa do disco caracteriza a cantora na frente de uma porta aberta. Simon Cosyns, do jornal The Sun, concluiu que a capa "deixa a imagem obscura do Evanescence intacta, com cenas sinistras de contos de fadas, elaborando arcos góticos vitorianos, tipografia iluminada e fazendo vestidos flutuadores". Dane Prokofiev, da página PopMatters, elogiou a imagem e definiu-a como "uma peça com estilo gótico".

## Estilo musical
Em uma entrevista ao The Washington Post, Lee falou sobre o estilo musical do álbum: (...) "Eu acho que está muito mais maduro e corajoso, os instrumentos caminham juntos, piano, guitarra e vocais. É definitivamente mais pessoal". Ela descreveu as canções do álbum como "mais obscuras", mas acrescentou que "elas mostram como passar os momentos difíceis da vida". Em comparação com o álbum Fallen de 2003, ela afirmou: "Fallen é um grande disco, mas eu não acho que se pode comparar trabalhos diferentes. Isso irá apenas frustrá-lo. Meu único objetivo era fazer algo que amava mais e um álbum melhor, e nós definitivamente fizemos isso".

## Lista de faixas
| N.º            | Título                      | Compositor(es)         | Duração |  |
| 1.             | "Sweet Sacrifice"           | Amy Lee, Terry Balsamo | 3:05    |  |
| 2.             | "Call Me When You're Sober" | Lee, Balsamo           | 3:34    |  |
| 3.             | "Weight of the World"       | Lee, Balsamo           | 3:37    |  |
| 4.             | "Lithium"                   | Lee                    | 3:44    |  |
| 5.             | "Cloud Nine"                | Lee, Balsamo           | 4:22    |  |
| 6.             | "Snow White Queen"          | Lee, Balsamo           | 4:22    |  |
| 7.             | "Lacrymosa"                 | Lee, Balsamo           | 3:37    |  |
| 8.             | "Like You"                  | Lee                    | 4:16    |  |
| 9.             | "Lose Control"              | Lee, Balsamo           | 4:50    |  |
| 10.            | "The Only One"              | Lee, Balsamo           | 4:40    |  |
| 11.            | "Your Star"                 | Lee, Balsamo           | 4:43    |  |
| 12.            | "All That I'm Living For"   | Lee, John LeCompt      | 3:48    |  |
| 13.            | "Good Enough"               | Lee                    | 5:32    |  |
| Duração total: | Duração total:              | Duração total:         | 54:15   |  |

| Faixa bônus japonesa |                                               |         |  |
| N.º                  | Título                                        | Duração |  |
| 14.                  | "Call Me When You're Sober" (versão acústica) | 3:39    |  |
| Duração total:       | Duração total:                                | 57:54   |  |

| DVD bônus da edição japonesa limitada |                                                |         |  |
| N.º                                   | Título                                         | Duração |  |
| 1.                                    | "Call Me When You're Sober" (vídeo musical)    |         |  |
| 2.                                    | "Making the Video - Behind the Scenes Footage" |         |  |

## Créditos
Todo o processo de elaboração de The Open Door atribui os seguintes créditos:
Gestão
| - Andrew Lurie: gestão - Darren Majewski: A&R - Diana Meltzer: A&R | - Mike Mongillo: gestão produtiva - Gregg Wattenberg: A&R |

| Visuais e imagem - Gail Marowitz: direção artística - Frank Ockenfels: fotografia - Ed Sherman: design de encarte | Gravação - Gravado no Record Plant Studios (Hollywood, Califórnia) - Mixado no Ocean Wave Studios (Los Angeles, Califórnia) - Masterizado no Sterling Sound (Nova Iorque) |

Produção
| - Terry Balsamo: composição, guitarra - Tamara Berard: corista - Will Boyd: baixo - Melanie Bruno: corista - Alyssa Campbell: corista - David Campbell: arranjos orquestrais - Marcella Carmona: corista - Kevin Dalbey: corista - Rory Faciane: técnica de bateria - Dave Fortman: produção de áudio, mixagem, produção - Mary Gaffney: corista - Rocky Gray: bateria - Bon Harris: programação - Leor Dimant: programação - Mike Hogue: assistência de engenharia - Simon James: concertmaster - Ted Jensen: masterização | - John LeCompt: composição, guitarra, programação - Amy Lee: arranjo de coral, composição, piano, programação, vocalista principal - DJ Lethal: programação - Carrie Lee: vocalista de apoio - Lori Lee: vocalista de apoio - Millennium Choir: corista - Joanne Paratore: corista - Jeremy Parker: engenharia - Darryl Phinnessee: corista - David Sabee: contratação - Seattlemusic Group: cordas - Wesley Seidman: assistência de engenharia - Dwight Stone: corista - Tania Themmen: corista - Talaya Trigueros: corista - Lisa Wall Urgero: corista - Susan Youngblood: corista |

## Desempenho nas tabelas musicais
| Tabela musical (2006-07)                      | Melhor posição |
| --------------------------------------------- | -------------- |
| Alemanha (Media Control Charts)               | 1              |
| Argentina (CAPIF)                             | 2              |
| Austrália (ARIA Charts)                       | 1              |
| Áustria (Ö3 Austria Top 40)                   | 2              |
| Bélgica (Ultratop 50 Flandres)                | 9              |
| Bélgica (Ultratop 40 Valônia)                 | 4              |
| Brasil (Pro-Música Brasil)                    | 10             |
| Canadá (Canadian Albums Chart)                | 2              |
| Chile (IFPI Chile)                            | 4              |
| Dinamarca (Hitlisten)                         | 5              |
| Escócia (Scottish Albums Chart)               | 3              |
| Espanha (PROMUSICAE)                          | 5              |
| Estados Unidos (Billboard 200)                | 1              |
| Estados Unidos (Top Rock Albums)              | 1              |
| Estados Unidos (Digital Albums)               | 2              |
| Estados Unidos (Top Pop Catalog Albums)       | 36             |
| Europa (European Top 100 Albums)              | 1              |
| Finlândia (IFPI Finlândia)                    | 5              |
| França (SNEP)                                 | 2              |
| Grécia (IFPI)                                 | 3              |
| Holanda (MegaCharts)                          | 2              |
| Hungria (MAHASZ)                              | 11             |
| Irlanda (IRMA)                                | 3              |
| Itália (FIMI)                                 | 2              |
| Japão (Oricon)                                | 4              |
| México (AMPROFON)                             | 3              |
| Noruega (VG-lista)                            | 3              |
| Nova Zelândia (RMNZ)                          | 2              |
| Polônia (ZPAV)                                | 8              |
| Portugal (AFP)                                | 2              |
| Reino Unido (UK Albums Chart)                 | 2              |
| Reino Unido (UK Rock Albums Chart)            | 1              |
| República Tcheca (IFPI)                       | 4              |
| Suécia (Sverigetopplistan)                    | 2              |
| Suíça (Schweizer Hitparade)                   | 1              |
| Taiwan (Taiwanese International Albums Chart) | 1              |

| Tabela musical (2006)            | Posição |
| -------------------------------- | ------- |
| Austrália (ARIA Charts)          | 31      |
| Áustria (Ö3 Austria Top 40)      | 38      |
| Bélgica (Ultratop 50 Flandres)   | 82      |
| Bélgica (Ultratop 40 Valônia)    | 48      |
| Estados Unidos (Billboard 200)   | 57      |
| Estados Unidos (Top Rock Albums) | 8       |
| Estados Unidos (Digital Albums)  | 15      |
| Finlândia (IFPI Finlândia)       | 15      |
| Holanda (MegaCharts)             | 79      |
| Reino Unido (UK Albums Chart)    | 81      |
| Suíça (Schweizer Hitparade)      | 22      |
| Tabela musical (2007)            | Posição |
| Estados Unidos (Billboard 200)   | 52      |
| Estados Unidos (Top Rock Albums) | 10      |

## Certificações
| País (Empresa)             | Certificação | Vendas     |
| -------------------------- | ------------ | ---------- |
| África do Sul (RIAS)       | Ouro         | 25.000+    |
| Alemanha (BVMI)            | Ouro         | 100.000+   |
| Argentina (CAPIF)          | Ouro         | 20.000+    |
| Austrália (ARIA)           | 2× Platina   | 140.000+   |
| Áustria (IFPI)             | Ouro         | 15.000+    |
| Bélgica (BEA)              | Ouro         | 25.000+    |
| Brasil (Pro-Música Brasil) | Platina      | 60.000+    |
| Canadá (Music Canada)      | 2× Platina   | 200.000+   |
| Chile (IFPI)               | Ouro         | 10.000+    |
| Estados Unidos (RIAA)      | 2× Platina   | 2.100.000+ |
| Europa (IFPI)              | Platina      | 1.000.000+ |
| França (SNEP)              | Ouro         | 100.000+   |
| Grécia (IFPI)              | Platina      | 15.000+    |
| Hong Kong (IFPI)           | 2× Platina   | 40.000+    |
| Hungria (MAHASZ)           | Ouro         | 3.000+     |
| Indonésia (ASIRI)          | Platina      |            |
| Irlanda (IRMA)             | Platina      | 15.000+    |
| Itália (FIMI)              | Ouro         |            |
| Japão (RIAJ)               | Ouro         | 100.000+   |
| Malásia (RIM)              | Ouro         |            |
| México (AMPROFON)          | Ouro         | 50.000+    |
| Nova Zelândia (RMNZ)       | Platina      | 15.000+    |
| Portugal (AFP)             | Ouro         | 10.000+    |
| Reino Unido (BPI)          | Platina      | 300.000+   |
| República Tcheca (IFPI)    | Ouro         |            |
| Rússia (2M)                | 2× Platina   | 40.000+    |
| Singapura (IFPI)           | Platina      |            |
| Suíça (IFPI)               | Platina      | 30.000+    |
| Venezuela (APFV)           | Ouro         |            |

## Histórico de lançamento
| País           | Data                   | Gravadora       | Formato              |
| -------------- | ---------------------- | --------------- | -------------------- |
| Polônia        | 25 de setembro de 2006 | Wind-up Records | CD, download digital |
| Japão          | 27 de setembro de 2006 | EMI Music       | CD, download digital |
| Alemanha       | 29 de setembro de 2006 | Wind-up Records | CD, download digital |
| Irlanda        | 29 de setembro de 2006 | Wind-up Records | CD, download digital |
| Austrália      | 30 de setembro de 2006 | Wind-up Records | CD, download digital |
| Canadá         | 3 de outubro de 2006   | Wind-up Records | CD, download digital |
| Estados Unidos | 3 de outubro de 2006   | Wind-up Records | CD, download digital |